# Hevoskari (ö i Egentliga Finland, Nystadsregionen, lat 60,55, long 21,52)
Hevoskari är en ö i Finland.   Den ligger i kommunen Tövsala i den ekonomiska regionen Nystadsregionen och landskapet Egentliga Finland, i den sydvästra delen av landet, 190 km väster om huvudstaden Helsingfors. Öns area är endast 0,3 hektar men bär upp en kraftledningsstolpe och är väl synlig från vägen över Kailaistenrauma och Lehtinen.